# Каменски (Саратовска област)
Каменски (на руски: Каменский) е селище от градски тип в Русия, разположено в Красноармейски район, Саратовска област. Населението му към 1 януари 2018 година е 2754 души.